# Тлумачення права
Тлума́чення пра́ва (тлумачення правових норм) — діяльність, спрямована на з'ясування, осмислення дійсного змісту норм права з метою сприяння їх практичній реалізації, а також результат такої діяльності, що переважно виражається в інтерпретаційно-правовому акті.
Необхідність тлумачення права зумовлена:
1. нормативністю права, загальним, абстрактним характером правових норм.
2. формальною визначеністю правил поведінки в юридичному тексті, що зумовлює такі обставин, що викликають необхідність тлумачення:
  - вживання термінів;
  - наявність в юридичних текстах спеціальних юридичних термінів;
  - вживання висловів, які вимагають з'ясування можливих варіантів поведінки, що ними передбачаються.
3. системністю норм права, що зобов'язує суб'єкта тлумачення враховувати взаємозв'язок і взаємозумовленість норм права
4. необхідністю забезпечення органічної єдності «духу» і «букви» закону. Тлумачення норм права як діяльність складається з 2 основних елементів:

- З'ясування — з'ясуванні суб'єктом тлумачення змісту правових норм «для себе».
- Роз'яснення — не «для себе», а для інших учасників суспільних відносин, коли суб'єкт інтерпретації в усній або письмовій формі виражає своє розуміння дійсного значення відповідних правових норм.

Об'єкт правотлумачної діяльності  є норма права. У розкритті дійсного значення правових норм, з'ясуванні змісту правил поведінки, що їх становить, полягає кінцева мета інтерпретації права.
Безпосередній предмет інтерпретації права виступає юридичний текст, який міститься у відповідних джерелах права (нормативно-правових актах, нормативно-правових договорах, правових прецедентах тощо). Під «буквою» закону розуміють буквальне значення юридичного тексту, що містить норми права (положень нормативно-правового акта, міжнародно-правового договору тощо). «Дух» закону передає дійсний зміст норм права, що містяться у відповідному акті, з урахуванням правових принципів, на яких він ґрунтується, в їх субординації між собою.

## Правотлумачні підходи (інтерпретаційні системи)
Правотлумачний підхід або інтерпретаційна система - це система уявлень про те, що таке сенс юридичної норми, та якими засобами й способами його слід встановлювати [5, с. 65]. Правотлумачний підхід визначає мету тлумачення та набір способів і засобів, необхідних для її досягнення. В континентальній правовій науці зазвичай розрізняють суб'єктивні й об'єктивні правотлумачні підходи. Перші орієнтовані на наміри законодавця (чи спільний намір договірних сторін у міжнародному договорі), тоді як другі - на те, що в дійсності сказав законодавець (сторони за міжнародним договором). Відтак перший підхід орієнтований на встановлення суб'єктивного сенсу правового положення, тоді як другий - об'єктивного. В англо-американській літературі поділ на суб'єктивні й об'єктивні правотлумачні підходи не використовується. Натомість тут використовують поділ на оригіналізм й неоригіналізм. Оригіналізм - це статичний правотлумачний підхід, що орієнтований на незмінне історичне значення положення позитивного права (намір законодавця чи об'єктивне історичне значення закону на час ухвалення). Оригіналісти не визнають динамічного тлумачення як можливості пристосовувати конституцію чи закон до нових суспільних відносин, адже на їхню думку закон має єдиний незмінний зміст. Неоригіналізм же є динамічним правотлумачним підходом. Неоригіналісти вважають, що судді й інші інтерпретатори не зв'язані історичним значенням положень Конституції й законів і що право можна й треба пристосовувати за посередництва тлумачення до обставин, в яких воно діє зараз.
У сучасній теорії права ці класифікації поєднують в такий спосіб [6]:
Статично-суб’єктивні (первинно-суб’єктивні, оригіналістично- суб’єктивні) підходи вказують, що завданням тлумачення є віднайдення первинного суб’єктивного змісту законодавчого положення, який тотожний волі, наміру чи думці історичного законодавця. Способами тлумачення тут є філологічне (з акцентом на значенні слів на момент ухвалення норми), системне та історичне. Особливими засобами тлумачення є різноманітні підготовчі матеріали, у т.ч. матеріали парламентських слухань, пояснювальні записки до законопроєктів тощо.
Статично-об’єктивні (первинно-об’єктивні, оригіналістично- об’єктивні) підходи полягають у тому, що завданням тлумачення є віднайдення первісного об’єктивного смислу законодавчого положення — смислу, що міг бути вичитаний звичайним громадянином у часи прийняття цього закону. Способами тлумачення тут є філологічне (з акцентом на значенні слів на момент ухвалення норми) і системне. Особливим засобом тлумачення є тлумачний словник, видання якого найбільше збігається з часом ухвалення норми. Аргументи до намірів законодавця ігноруються.
Динамічно-суб’єктивні (сучасно-суб’єктивні, неоригіналістично- суб’єктивні) підходи передбачають, що застосуванню підлягає сучасний суб’єктивний смисл закону, під яким розуміють волю, намір чи думку законодавця часу застосування норми.
Способами тлумачення тут є філологічний (з акцентом на значенні слів на момент застосування норми), системний та еволюційний. Особливими засобами тлумачення тут виступають нове законодавство, програми діючого уряду тощо.
Динамічно-об’єктивні (сучасно-об’єктивні, неоригіналістично- об’єктивні) підходи виходять з того, що застосуванню підлягає той сучасний об’єктивний смисл закону, який встановив би пересічний громадянин часу застосування норми. Способами тлумачення тут є філологічний (з акцентом на значенні слів на момент застосування норми), системний та еволюційний. Особливим засобом є тлумачний словник, видання якого найбільше збігається з часом застосування норми.
Крім того виокремлюють ще змішані (несинтетичні) та синтетичні підходи до тлумачення. Змішані поєднують у собі ознаки щонайменше двох з вищенаведених підходів. Так, деякі судді при тлумачення положень законодавства спершу намагаються встановити об'єктивний зміст, що положення мало на момент його прийняття, однак якщо положення було об'єктивно багатозначним, ці судді вдаються до з'ясування намірів законодавця. В цьому випадку має місце поєднання статично-об'єктивного й статично-суб'єктивного підходів до тлумачення права. Але поєднання це має механічний характер або поетапний. Синтетичні підходи намагаються дістати «сплав» різнорідних інтерпретаційних аргументів, виявити місце їх перетину, якомога більше узгодити різні правотлумачні аргументи.

## Динамічне тлумачення
Динамічне тлумачення розглядають як: Граматичний (мовний, текстовий) — це уяснення їх змісту, що базується на даних граматики, лексики, філологічних наук. Зміст норм досліджується з погляду їх текстової форми. Граматичне тлумачення є початковим та відправним серед усіх способів тлумачення, оскільки юридичні норми існують тільки в мовній формі. Прийоми дослідження спрямовані на з'ясування значення окремих слів, термінів, змісту норми залежно від розміщення у тексті сполучників, розділових знаків, прийменників. Причому, при тлумаченні жодне слово або граматичний знак, що міститься в тексті закону, не можуть залишатися поза тлумаченням.

## Способи тлумачення норм права
Спосіб тлумачення  — це сукупність прийомів аналізу змісту нормативно-правових актів.
1. Граматичний (мовний, текстовий) — це уяснення їх змісту, що базується на даних граматики, лексики, філологічних наук. Зміст норм досліджується з погляду їх текстової форми. Граматичне тлумачення є початковим та відправним серед усіх способів тлумачення, оскільки юридичні норми існують тільки в мовній формі. Прийоми дослідження спрямовані на з'ясування значення окремих слів, термінів, змісту норми залежно від розміщення у тексті сполучників, розділових знаків, прийменників. Причому, при тлумаченні жодне слово або граматичний знак, що міститься в тексті закону, не можуть залишатися поза тлумаченням.
2. Особливого значення у вітчизняній законотворчій практиці останніми роками набуває спеціально-юридичне тлумачення, яке застосовується для уяснення змісту нормативно- правових приписів, в яких використовуються спеціальні терміни та словосполучення юридичних понять.
3. Логічне тлумачення — спосіб уяснення, яке базується на використанні законів і правил формальної логіки.
4. Систематичний — використання системного підходу під час аналізу норм права, окремих статей та в цілому законів. Увага дослідника зосереджується на пошуку головного змісту норми права, що тлумачиться, шляхом визначення місця цієї норми серед норм даного нормативного акта та її порівняння з чинними нормами інших інститутів і галузей права.
5. Історичний (ретроспектива) допомагає встановити зміст норми права, враховуючи умови їх виникнення, факти пов'язані з історією виникнення норми, що тлумачить. Особливість даного способу полягає в тому, що інтерпретатор використовує джерела, які перебувають за межами системи права (конкретно-історичні умови, соціально-економічна і політична атмосфера, обставини, причини, чинники, що викликали прийняття відповідних норм права, встановлення за документами з архівів, стенограм обговорення проєктів відповідних нормативно-правових актів органів, що займалися підготовкою законопроєктів, матеріалів, що надруковані в пресі та інших засобах інформації тоді, коли проєкти обговорювалися, до них робилися зауваження та пропозиції, схвалювалися чи відхилялися).
6. Еволюційний — установлення змісту нормативно-правових приписів з урахуванням реальних умов життя суспільства, в яких норма права функціонує.
7. Телеологічний (цільовий) — аналіз змісту правового припису шляхом виявлення і розкриття цілей прийняття правової норми у співвідношенні з нею граматичної і логічної суті формулювань законодавця, що містяться в текстах нормативно-правових приписів.

## Офіційне і неофіційне тлумачення норм права
Офіційне — якщо здійснюється спеціально уповноваженим компетентним в цій галузі органом, державним службовцем чи посадовою особою на підставі службового обов'язку, а результати роз'яснення набувають спеціальної юридичної форми (постанови, інструкції) та офіційного значення (мають обов'язковий чи рекомендаційний характер).
Залежно від того, на яке коло осіб розраховане офіційне тлумачення.
- Загальне тлумачення — це роз'яснення сенсу та змісту норми права, призначене для його поширення на невизначене коло осіб і випадків при вирішенні будь-яких юридичних справ, що регулюються нормами, що були предметом інтерпретації. Таке роз'яснення має абстрактний характер, тобто його пов'язують не з конкретною ситуацією, суб'єктом чи обставинами, а з ситуаціями типовими, такими, що постійно виникають у житті і врегульовані нормами — воно має неперсоніфікований характер; має враховуватися при розгляді всіх справ певної категорії, які вирішуються на основі норми, що тлумачиться;- результат такого тлумачення виражено у вигляді обов'язкових чи рекомендаційних для інших суб'єктів інтерпретаційних положень.
- Казуальне (індивідуального) тлумачення стосується тільки застосування норми щодо конкретного випадку. Воно має значення лише для вирішення «казусу», конкретної юридичної і справи суб'єктами правозастосовної чи іншої юридичної діяльності і є актуальним тільки у зв'язку з розв'язанням саме цієї юридичної справи.

Залежно від суб'єктів, що тлумачать нормативно-правовий припис:
- Автентичне тлумачення — це роз'яснення, яке здійснюється тим органом, що видав норму, котра підлягає тлумаченню (тобто це авторське офіційне тлумачення)
- Легальне тлумачення — це роз'яснення, що походить від спеціально уповноваженого органу щодо нормативних актів, які видані іншими нормотворчими органами, називають ще делегованим, тобто воно не походить від органу, що видав Нормативно Правовий Акт .Право тлумачити нормативні приписи є у всіх, але повноваження органів і посадових осіб, що мають право офіційно роз'яснювати їх сенс, спеціально закріплений у відповідних нормативно-правових актах.

Неофіційне тлумачення — таке роз'яснення їх змісту що здійснюється будь-яким суб'єктом, при якому результат тлумачення не має обов'язкової юридичної сили.
- Побутове (повсякденне) тлумачення — це уяснення і роз'яснення змісту норм права в повсякденному житті, побуті всіма особами, які не мають спеціальної юридичної освіти або певного досвіду юридичної діяльності.
- Професійне (компетентне) тлумачення — це тлумачення, яке здійснюють фахівці з вищою юридичною освітою в галузі держави і права — практичні працівники (судді, адвокати, прокурори) для професійного використання його результатів у повсякденній діяльності в процесі застосування ними правових норм.
- Доктринальне (наукове) тлумачення — здійснюється науковцями — фахівцями-правознавцями, науковими та дослідними установами в науково-практичних коментарях до законодавства, працях учених-юристів ("наукових статтях, монографіях, підручниках, посібниках, брошурах, лекціях) .

Усі форми неофіційного тлумачення правових норм не мають обов'язкової сили, їх фактичне значення зумовлюється авторитетом і обізнаністю інтерпретатора з питань правознавства та рівнем переконливості. Але усі вони справляють певний вплив на різні види юридичної практики і підпорядковані кінцевій меті — досягти однаковості розуміння змісту правових норм.

## Тлумачення норм права за обсягом їх правового змісту
1. Тлумачення норм права за обсягом — логічне продовження і завершення процесу з'ясування значення і змісту норм права.

Закономірний результат застосування всіх знайомих способів тлумачення (граматичного, логічного…). Тільки дякуючи їх застосуванню, можна відповісти на запитання, чи повністю збігається в даній нормі буква закону з його духом, чи потрібно розуміти словесний вираз норми, або нормативно-правового акта в цілому в буквальному розумінні, або ж необхідно звузити чи розширити їх зміст.
Три види тлумачення:
- Адекватне тлумачення (буквальне) — це такий вид тлумачення, коли дійсний зміст правової норми повністю збігається з її буквальним офіційним зовнішнім виразом, тобто норму розуміють як таку, що повністю збігається із відповідним нормативно-правовим приписом (текстовою формою правової норми).
- Поширювальне (розповсюджувальне, розширювальне) тлумачення — це такий вид тлумачення, відповідно до якого дійсний зміст певної норми права після застосування різних способів тлумачення виявився ширшим, ніж її буквальний текст, зовнішньо мовний вираз.
- Обмежувальне тлумачення — це такий вид тлумачення, який містить висновок щодо змісту правової норми, коли цей зміст є вужчим за текст статті нормативно-правового акта.

## Список використаної літератури
1. Загальна теорія держави і права — Цвік М. В.,Петришин О. В., Авраменко Л. В.-Харків,-2009 рік.
2. Венгеров А. Б. Теорія держави і права. — М. — 2004.
3. Теорія держави і права — Скакун О. Ф.
4. В. В. Квасов,Л. В. Квасова,О. О. Івакін Основи Правознавства у Схемах і Таблицях. Харків,Видавнича група «Основа» 2008.
5. Гончаров В.В. Динамічне тлумачення юридичних норм  / Праці Львівської лабораторії прав людини і громадянина Науково-дослідного інститутудержавного будівництва та місцевого самоврядування Національної академіїправових наук України / Редкол.: П.М. Рабінович (голов. ред.) та ін. – Серія І.Дослідження та реферати. – Вип. 27. – Львів: СПОЛОМ, 2013. – 252 с.
6. Гончаров В. Від старої теорії тлумачення до нової: основні виклики та рішення / В. Гончаров // Філософія права і загальна теорія праваю - 2014. - № 1-2. - С. 53-69.
7. Власов Ю.Л. Проблеми тлумачення норм права. Ін-т держави і права ім. В.М. Корецького НАН України,2001. – 180 с.
8. Заєць А.Г. Тлумачення правових норм у сучаснихумовах: функції та методи // Держава і право. Юрид. і політ.науки. – 2007. – Вип. 37 – C. 66-71.
9. Капліна О.В. Правозастосовне тлумачення норм кримінально-процесуального права. – Х.: Право, 2008. – 296 с.
10. Квіт С.М. Основи герменевтики. – К.: Вид. дім “Києво-Могилянська Академія”, 2003. – 192 с.
11. Рабінович П.М. Офіційно-нормативне тлумачення законодавства як інструмент адаптації правового регулювання до соціальних змін // Вісн. Акад. прав. наук України. – 2002. – № 1(28). – С. 23-35.
12. Тацій В., Тодика Ю. Питання меж тлумачення Конституційним Судом Конституції та законів України // Вісн. Акад. прав.наук України. – 2001. – № 4 (27). – С. 31-40.